# Ландеван
Ландеван (фр. Landévant) — коммуна на северо-западе Франции, находится в регионе Бретань, департамент Морбиан, округ Лорьян, кантон Плювинье. Расположена в 30 км к северо-западу от Вана и в 25 км к востоку от Лорьяна. Через территорию коммуны проходит национальная автомагистраль N165. На юге коммуны находится железнодорожная станция Ландеван линии Савене-Ландерно.
Население (2019) — 3 961 человек.

## История
Во время Великой французской революции при Ландеване произошло два сражения: в первом из них 30 июня 1795 года от 2 до 5 тысяч шуанов во главе с Венсаном де Тентеньяком победили 1 тысячу республиканцев. 3 июля 1795 года республиканские войска взяли реванш, рассеяв шуанов во второй битве при Ландеване.

## Достопримечательности
- Приходская церковь Святого Мартена XIX века
- Часовня Святой Анны в Локмарья-эр-Оэ XVI-XVII веков
- Шато Керамбур
- Шато Ланнуан XVIII века

## Экономика
Структура занятости населения:
- сельское хозяйство — 0,7 %
- промышленность — 40,4 %
- строительство — 9,4 %
- торговля, транспорт и сфера услуг — 31,8 %
- государственные и муниципальные службы — 17,7 %

Уровень безработицы (2018) — 8,8 % (Франция в целом —  13,4 %, департамент Морбиан — 12,1 %). 

Среднегодовой доход на 1 человека, евро (2018) — 21 690 (Франция в целом — 21 730, департамент Морбиан — 21 830).

## Демография
Динамика численности населения, чел.

## Администрация
Пост мэра Ландевана с 2020 года занимает Паскаль Ле Кальве (Pascal Le Calvé). На муниципальных выборах 2020 года возглавляемый им независимый список победил в 1-м туре, получив 54,99 % голосов.
| Период | Период | Фамилия              | Партия                         | Примечания                                             |
| ------ | ------ | -------------------- | ------------------------------ | ------------------------------------------------------ |
| 1959   | 1971   | Жан Арош             |                                |                                                        |
| 1983   | 1989   | Раймон Ле Бле        |                                |                                                        |
| 1971   | 2004   | Жозеф Кергерис       | Союз за французскую демократию | лектор, член Генерального совета департамента, сенатор |
| 2004   | 2020   | Жан-Франсуа Ле Нейон | Разные правые                  | электрик                                               |
| 2020   |        | Паскаль Ле Кальве    | Разные правые                  |                                                        |